# Многочлены Кравчука
Многочлены Кравчука (М. Ф. Кравчук, 1929) относятся к классическим ортогональным полиномам дискретной переменной на равномерной сетке, для которых соотношение ортогональности представляет собой не интеграл, а ряд или конечную сумму:
{\displaystyle \sum \limits _{x=0}^{N}k_{n}^{(p)}(x)k_{m}^{(p)}(x)\sigma (x)=d_{n}^{2},\delta _{m,n}}.
Здесь {\displaystyle \sigma (x)={\binom {N}{x}}p^{x}q^{N-x}} — весовая функция, {\displaystyle d_{n}={\sqrt {{\binom {N}{n}}(pq)^{n}}}} — квадратичная норма, {\displaystyle 0<p<1,\quad 0<q<1,\quad p+q=1}. Для {\displaystyle p=q=1\left/2\right.} весовая функция с точностью до постоянного множителя {\displaystyle 1\left/2^{N}\right.} сводится к биномиальному коэффициенту.
Рекуррентное соотношение для этих многочленов имеет вид
{\displaystyle (n+1)k_{n+1}^{(p)}(x)+pq\left(N-n+1\right)k_{n-1}^{(p)}(x)={\bigl [}x+n(p-q)-pN{\bigr ]}k_{n}^{(p)}(x)}.
Путём несложных преобразований его можно привести к форме
{\displaystyle f_{n+1}{\frac {k_{n+1}^{(p)}(x)}{d_{n+1}}}+f_{n}{\frac {k_{n-1}^{(p)}(x)}{d_{n-1}}}=\left(rx+\varepsilon n+\Delta \right){\frac {k_{n}^{(p)}(x)}{d_{n}}}},
где
{\displaystyle f_{n}={\sqrt {\frac {n(N+1-n)}{N}}},\quad r={\frac {1}{\sqrt {pqN}}},\quad \varepsilon =r(p-q),\quad \Delta =-rpN.}
Многочлены Кравчука могут быть выражены через гипергеометрическую функцию Гаусса:
{\displaystyle k_{n}^{(p)}(x)=(-1)^{n}{\binom {N}{n}}p^{n}{}_{2}F_{1}(-n,-x;-N;1/p)}
В пределе при {\displaystyle N\to \infty } многочлены Кравчука переходят в многочлены Эрмита:
{\displaystyle \lim \limits _{N\to \infty }\left(2/Npq\right)^{n/2}n!;k_{n}^{(p)}\left(Np+{\sqrt {2Npq}},x\right)=H_{n}(x)}
Первые четыре полинома для простейшего случая {\displaystyle p=q=1/2}:
- {\displaystyle {\mathcal {K}}_{0}(x,N)=1}
- {\displaystyle {\mathcal {K}}_{1}(x,N)=-2x+N}
- {\displaystyle {\mathcal {K}}_{2}(x,N)=2x^{2}-2Nx+{N \choose 2}}
- {\displaystyle {\mathcal {K}}_{3}(x,N)=-{\frac {4}{3}}x^{3}+2Nx^{2}-\left(N^{2}-N+{\frac {2}{3}}\right)x+{N \choose 3}}